# Laocheng
För andra betydelser, se Laocheng (olika betydelser).
Laocheng är ett stadsdistrikt i Luoyang i Henan-provinsen i centrala Kina. Den ligger omkring 110 kilometer väster om provinshuvudstaden Zhengzhou.
1. ↑  http://www.geohive.com/cntry/cn-41.aspx